# مارك دير
مارك دير (بالإنجليزية: Mark Derr)‏ هو صحفي أمريكي، ولد في 20 يناير 1950.